# Equador nos Jogos Olímpicos de Verão de 1988
O Equador participou dos Jogos Olímpicos de Verão de 1988 em Seul, na Coreia do Sul. Não conquistou nenhuma medalha. Foi a sétima participação do país em Jogos Olímpicos de Verão.